# 천승군
천승군(千乘郡)은 중국의 옛 군이다.

## 전한
《한서》 지리지 주석에서는 고제가 설치했다고 하나 왕국유는 이를 부정했으며, 《서한정구지리》에서는 남월 정복 무렵 제상 복식이 천승군의 속현인 박창도 관할하고 있음을 들어 당시의 제왕인 회왕이 죽은 후에야 제군에서 천승군이 분할되었다고 한다.
청주자사부에 속했다. 원시 2년(2년)의 인구조사에 따르면 11만 6727호, 49만 720명이 있었다. 철관·염관·균수관을 두었다. 아래의 속현 목록은 한서 지리지의 순서를 따르며, 일반적으로 첫 현이 군의 치소이다. 원연·수화 연간(기원전 8년 무렵)의 현황으로 여겨지며, 총 15현(10현 5후국)이다. 오늘날의 쯔보 시 서북부, 빈저우 시 중부와 동부, 둥잉 시 서부 일대를 관할했다.
| 현명     | 한자     | 대략적 위치            | 비고                |
| -------- | -------- | ---------------------- | ------------------- |
| 천승현   | 千乘縣   | 쯔보시 가오칭현 북동   | 철관이 있었다.      |
| 동추현   | 東鄒縣   | 쯔보시 가오칭현 남서   |                     |
| 습옥현   | 溼沃縣   | 빈저우시 북서          |                     |
| 평안후국 | 平安侯國 | 빈저우시 보싱현 남     |                     |
| 박창현   | 博昌縣   | 빈저우시 보싱현 남동   |                     |
| 요성현   | 蓼城縣   | 둥잉시 리진현          | 도위 치소 소재지다. |
| 건신현   | 建信縣   | 쯔보시 가오칭현 북서   |                     |
| 적현     | 狄縣     | 쯔보시 가오칭현 남동   |                     |
| 낭회현   | 琅槐縣   | 둥잉시 광라오현 북동   |                     |
| 낙안현   | 樂安縣   | 빈저우시 보싱현 북동   |                     |
| 피양후국 | 被陽侯國 | 쯔보시 가오칭현 남동   |                     |
| 고창후국 | 高昌侯國 | 빈저우시 보싱현 서     |                     |
| 번안후국 | 繁安侯國 | ?                      |                     |
| 고완현   | 高宛縣   | 빈저우시 쩌우핑현 북동 |                     |
| 연향후국 | 延鄕侯國 | 빈저우시 쩌우핑현 동   |                     |

## 신나라
군의 이름을 건신(建信)으로 바꾸고 다음 현의 이름을 바꿨다.
| 전한       | 신         |
| ---------- | ---------- |
| 습옥(溼沃) | 연정(延亭) |
| 평안(平安) | 홍목(鴻睦) |
| 요성(蓼城) | 시무(施武) |
| 적(狄)     | 이거(利居) |
| 번안(繁安) | 와정(瓦亭) |
| 고완(高宛) | 상향(常鄕) |

## 태수

### 전한
- 유순 (? ~ 기원전 28년)

### 후한
- 유가 (? ~ 30년)
- 이장 (광무제 시기)
- 설한 (? ~ 70년)